# María Boixader
María Boixader   (valor desconegut - valor desconegut) també coneguda com a María Boixadé va ser una actriu i directora d'escena espanyola, va ser reconeguda per ser esposa de l'escriptor, periodista i poeta argentí Valentín de Pedro, Boixader també treballà com a directora d'escena.